# Клан Троттер

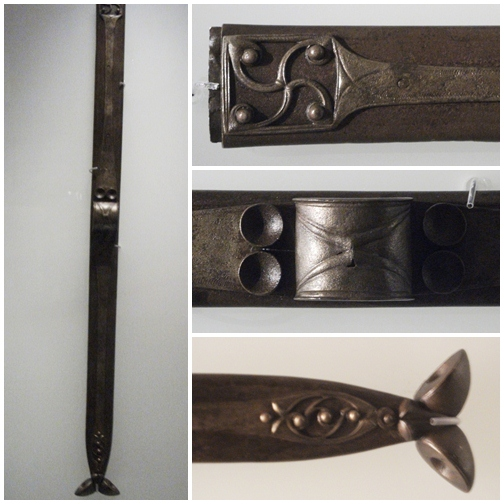
Кельтські артефакти в музеї замку Мортонхолл.

Клан Троттер (шотл. — Clan Trotter) — один з кланів рівнинної частини Шотландії — Лоулендсу.
Гасло клану: In Promptu — Напоготові (лат.)
Землі клану: Шотландське Прикордоння, Единбург
Вождь клану: Олександр Річард Троттер Мортонхолл — V лорд Чартерхолл
Резиденція вождя клану: Замок Мортонхолл
Союзні клани: Гоум

## Гілки клану Троттер
- Троттер Мортонхолл
- Троттер Прентаннан
- Троттер Чартерхолл
- Троттер Катчелроу

## Історія клану Троттер

### Походження клану Троттер
Вважається, що назва клану Троттер походить від французького слова trotier — тротір, що означає втікач або посланець. Існує легенда про те, що брат лорда Гіффорда отримав наказ негайно доставити послання королю Шотландії Джеймсу III.
Вождями клану Троттер володіли землями в Шотландському Прикордонні — землями Прентаннан в Бервікширі. Клан Троттер був типовим кланом Шотландського прикордоння і займався століттями тим, що здійснював рейди з метою захоплення здобичі на територію Англії, захищав кордон, ворогував з іншими шотландськими кланами. Молодша гілка клану — Троттер Мортонхолл отримали свої землі від короля Шотландії Роберта II.

### XV—XVI століття
Ще одною молодшою гілкою клану Троттер є гілка Троттер Катчелроу. Вільям Троттер Катчероу був лицарем Шотландського Прикордоння. Його неодноразово звинувачували у порушенні миру на кресах у 1437 та 1450 роках в тому числі в указах короля. Онук його був скарбничим міста Единбург.
Вождь клану Троттер загинув під час битви під Флодден у 1513 році.

### XVII століття
Під час громадянської війни гілка клану Троттер Катчелроу була прихильною до роялістів і короля Карла І. Вони допомагали роялістам під проводом Джеймса Грема — І маркіза Монтроз у 1645 році. За це їх переслідували прихильники парламенту і наклали великий штаф.
Прямий нащадок вождя клану Троттер, що загинув в битві під Флодден, боровся за Джона Грема — І віконта Данді і брав участь у битві під Кіллікранкі в 1689 році. Його онук — преподобний Роберт Троттер, що був видатним вченим, написав книгу про життя Христа і апостолів. Ця книга раніше вважається обов'язковою для вивчення в багатьох теологічних коледжах. Д-р Джон Троттер був прихильником якобітів, займався лікуванням поранених шотландських солдатів.

### ХІХ століття
Роберт Троттер Буш був поштмейстером Шотландії. Він помер у 1807 році. Томас Троттер Мортонхолл брав участь у наполеонівських війнах і загинув під час битви під Ватерлоо командуючи ескадроном драгунів.